# Pontrieux
Pontrieux (en bretó Pontrev) és un municipi francès, situat a la regió de Bretanya, al departament de Costes del Nord. L'any 2006 tenia 1.080 habitants.

## Demografia
| 1962                                       | 1968  | 1975  | 1982  | 1990  | 1999  |
| ------------------------------------------ | ----- | ----- | ----- | ----- | ----- |
| 1.543                                      | 1.411 | 1.359 | 1.146 | 1.050 | 1.121 |
| Des de 1962: població sense dobles comptes |       |       |       |       |       |

## Administració
| Període   | Identitat       | Partit        |
| --------- | --------------- | ------------- |
| 1947-1971 | Hervé Le Tacon  | Gaullista     |
| 1971-1983 | Albert Weber    | Divers gauche |
| 1983-     | Yves Le Mouer   | UMP           |
| 2001-     | Philippe Planté |               |

## Personatges il·lustres
- Maodez Glanndour, escriptor en bretó